# دار الشكر

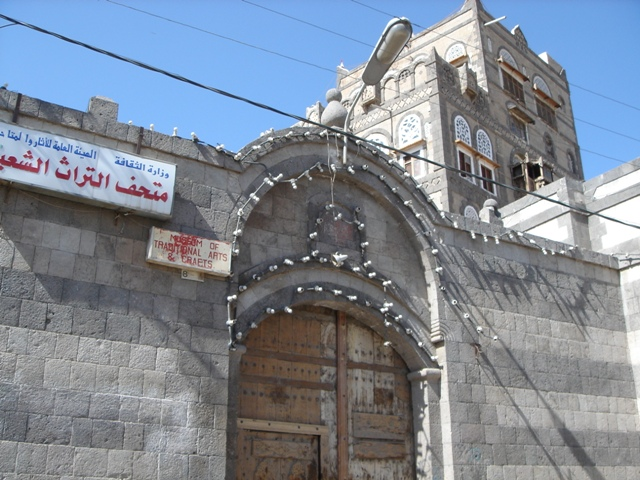
البوابة الرئيسية للقصر (2007)

دار الشكر هو قصر ملكي يقع في صنعاء، اليمن. يقع بالقرب من مسجد قبة المتوكل في ميدان التحرير بوسط المدينة.
بعد سقوط النظام الملكي في الستينيات، تم تحويله إلى المتحف الوطني اليمني قبل أن يتحول إلى متحف التراث الشعبي.